# Koktebel
Koktebel (ukr. Коктебель, ros. Коктебель, krymskotat. Köktöbel) – osiedle typu miejskiego, należące do Republiki Autonomicznej Krymu, podlegające teodozijskiej radzie miejskiej. Koktebel jest najbardziej na wschód wysuniętym fragmentem tzw. Ju-Be-Ka (ros. Южный Берег Крыма – czyt. Jużnyj Bierieg Kryma – Południowy Brzeg Krymu).
Sama nazwa Koktebel (dokładnie Kok-tepe-el) oznacza w języku tureckim Kraj Błękitnych Szczytów. Miejscowość cieszy się opinią popularnego ośrodka turystycznego, jest miejscem wypoczynku aktorów, pisarzy, malarzy.

## Historia
Osadnictwo na tych terenach zapoczątkowali Grecy oraz plemiona lokalne zakładając miejscowość. Osadę w X wieku zniszczyli Pieczyngowie. Za czasów tureckich była tu tatarska wioska, a potem osada zamieszkana przez Bułgarów. Pozostałości z tych epok można zobaczyć na zboczu góry Tepseń. W XIII wieku krymski namiestnik chana Złotej Ordy odstąpił dolinę Otuzy i okolice Koktebela Wenecjanom. W 1365 roku przeszły one w ręce Genueńczyków, gdzie utworzyli oni nową twierdzę. W 1475 roku wojska tureckie zdobyły miejscowość szturmem.
Walory turystyczne i lecznice Koktebela dostrzegł rosyjski okulista Junge, który planował stworzyć tu dochodowy kurort. Pieniędzy wystarczyło mu jednak tylko na zakup ziemi, którą potem podzielił na parcele budowlane. W 1893 sprowadził się tu rosyjski malarz i poeta Maksymilian Wołoszyn, a jego opowieści skłoniły do przyjazdu m.in. Maksyma Gorkiego, Aleksieja Tołstoja i Wikientija Wieriesajewa. Drugą ważną grupą gości byli miłośnicy lotnictwa i szybownictwa w położonym w sąsiedztwie Koktebela masywie Uzun-Syrt. W latach 1944–1991 Koktebel nosił nazwę Płaniorskoje (ros. Планёрское).

## Współczesność
Obecnie Koktebel to niewielki kurort. Wzdłuż kamienistej plaży ciągnie się deptak z licznymi knajpkami oferującymi dania kuchni rosyjskiej, tatarskiej czy uzbeckiej. Poniżej muzeum Wołoszyna jest też wydzielona plaża dla nudystów (tzw. Nudik – ros. Нудик). Na wschód od plaży, na niewielkim wzgórzu mieści się też znana fabryka win i winiaków 'Koktebel'. Z jej linii produkcyjnych przez wiele dekad schodził Kutuzow – bodaj drugi najsłynniejszy winiak (po ormiańskim Araracie) w byłym Związku Radzieckim.

## Atrakcje turystyczne
Główną atrakcją Koktebela jest położony tuż na zachód od miejscowości rezerwat geologiczny Karadah.
Poza tym w samym Koktebelu można odwiedzić:
- Muzeum Maksymiliana Wołoszyna – w dawnej pracowni i pokojach prezentowane są pamiątki po artyście, co roku w maju odbywa się Międzynarodowy Festiwal Czytania Wołoszyna[7]
- fabrykę koniaków[8]
- delfinarium[9]
- aquapark[10]

Atrakcję stanowią także rejsy statkami po Morzu Czarnym.